# كارين ألبو
كارين ألبو هي مخرجة وكاتبة ومحررة ومنتجة وممثلة جزائرية - فرنسية.

## النشأة
وُلدت كارين ألبو في 12 مارس 1968م في نويي سور سين لأبوين يهوديين مهاجرين جزائريين. كانت والدتها تبلغ من العمر 16 عامًا فقط عندما وُلدت.
انتقلت كارين في عام 1999م إلى تونس، ثم عادت بعد عام إلى باريس وبدأت حياتها المهنية كمخرجة أفلام وكاتبة.
كثيرًا ما شاركت كارين في الرقص والغناء عندما كانت طفلة. وواصلت كارين دراسة الرقص بعد المدرسة الثانوية، لكنها درست الأدب والدراما أيضًا، والتحقت بمدرسة السينما في باريس. كما درست أيضًا كتابة السيناريو، لكنها اكتشفت أنها تريد أن تصبح مخرجة أثناء تلقيها دروسًا في المدرسة العليا للأصوات السمعية. وأخرجت كارين أول فيلم قصير لها بعد التخرج سكوت (بالانجليزية:Hush!)..

## الحياة المهنية
ظهرت كارين ألبو في فيلمها الطويل لأول مرة في عام 2005 فلسطين الصغيرة، والذي ظهر لأول مرة في مهرجان كان السينمائي 2005 في أسبوع النقاد الدولي. وعلى الرغم من كونه أول فيلم روائي طويل لكارين، فقد تم استبعادها من المنافسة على جائزة الاخراج، لأنها أخرجت الفيلم بالأصل للتلفزيون.
أخرجت كارين فيلمها الطويل الثاني أغنية العروس في عام 2008، وهو فيلم درامي عن الهولوكوست تدور أحداثه في تونس عام 1942 ومُستوحى بشكل فضفاض من الرسائل التي أرسلتها جدة كاارين إلى زوجها أثناء الحرب عندما أُرسل إلى معسكر العمل. عُرض الفيلم في عدة مهرجانات يهودية، لكنه فشل في جذب الانتباه العام، وهو أمر نسبته كارين إلى العديد من مشاهد العُري في الفيلم. كما عُرض الفيلم في مهرجان كيبيك السينمائي في عام 2009.
صدر الفيلم الروائي الطويل الثالث لكارين أقصر علاقة حب ، والذي شاركت في بطولته في عام 2015.
يشرح تراث كارين بعض الموضوعات التي تختار تغطيتها، إذ تناقش في أفلامها الصدمة الدائمة من الهولوكوست، والاستعمار الفرنسي للجزائر، والهوية السرية، والمنفى، والاستيعاب، والشتات المزدوج.
كما تستكشف كارينويتحدى قواعد الدين والزواج وموضوعات الحب والجنس والقيم الأسرية. تتضمن موضوعاتها إحضار مشاهد حميمة للمساحات النسائية، ومعالجة الخلل الجنسي في الزواج والكشف عن كيفية تأثير الثقافة على فكرة الرومانسية. كما تحافظ كارين على اتساق هذه الموضوعات في أفلامها وتصورها بأسلوب فريد. ويركز أسلوبها على تمثيل المرأة،كما عرضت فيلم أغنية العروس بنظرة سحاقية ونسوية ومستشرقة.

## الجوائز والترشيحات والمهرجانات
| سنة  | جائزة                                               | فئة                                      | فيلم          | نتيجة      |
| 1992 | جائزة السينما                                       | أفضل فيلم أول                            | سكوت          | فوز        |
| 1999 | جائزة كليرمون - مهرجان فيران الدولي للأفلام القصيرة | أفضل فيلم قصير في مسابقة الأفلام الوطنية | العيد الكبير  | فوز        |
| 2005 | جائزة مهرجان بيروت السينمائي الدولي                 | أفضل ميزة                                | فلسطينالصغيرة | فوز        |
| 2005 | أسبوع النقاد في مهرجان كان السينمائي                | أفضل سيناريو                             | فلسطينالصغيرة | فوز        |
| 2005 | أسبوع النقاد في مهرجان كان السينمائي                | أفضل ميزة                                | فلسطينالصغيرة | ترشيح      |
| 2005 | مهرجان دوفيل                                        | جائزة ميشيل دورنانو                      | فلسطينالصغيرة | فوز        |
| 2006 | جوائز سيزار                                         | أفضل فيلم أول                            | فلسطينالصغيرة | ترشيح      |
| 2006 | جوائز سيزار                                         | أكاديمية سيزار الفرنسية                  | فلسطينالصغيرة | ترشيح      |
| 2007 | جوائز سيزار                                         | أفضل فيلم أول                            | فلسطينالصغيرة | ترشيح      |
| 2007 | مهرجان الفيلم اليهودي في برلين                      | -                                        | فلسطينالصغيرة | عرض الفيلم |
| 2008 | مهرجان المخرجين الشباب في سان جان دي لوز            | جائزة عامة                               | أغنية العروس  | فوز        |
| 2008 | مهرجان مونبلييه السينمائي المتوسطي                  | تنويه خاص من لجنة التحكيم                | أغنية العروس  | فوز        |
| 2009 | مهرجان نيويورك السينمائي اليهودي                    | -                                        | أغنية العروس  | عرض الفيلم |
| 2009 | مهرجان سياتل السينمائي الدولي                       | -                                        | أغنية العروس  | عرض الفيلم |
| 2012 | مهرجان الصور السينمائي الدولي ، هراري               | أفضل فيلم                                | أغنية العروس  | فوز        |
| 2012 | مهرجان الصور السينمائي الدولي ، هراري               | أفضل تصوير                               | أغنية العروس  | فوز        |
| 2012 | مهرجان الصور السينمائي الدولي ، هراري               | أفضل مخرج                                | أغنية العروس  | فوز        |

## روابط خارجية
- كارين ألبو في قاعدة بيانات الأفلام على الإنترنت
- ADÉQUAT - وكالة المواهب ، باريس نسخة محفوظة 22 يناير 2023 على موقع واي باك مشين.
- 2009: جوائز الطبعة التاسعة
- أقصر علاقة حب لي / أقصر قصة حب
- مهرجان القدس للسينما اليهودية - 2015
- مهرجان الفيلم اليهودي الدولي (أستراليا) - 2015
- مهرجان سان فرانسيسكو للسينما اليهودية - 2015
- بلادي تركني \
- كارين ألبو
- العرض الناميبي الأول للفيلم التونسي / الفرنسي "أغنية العروس"، إخراج كارين ألبو، يوم 14 مارس 2012، الساعة 18:30 نسخة محفوظة 22 يناير 2023 على موقع واي باك مشين.
- 2009: جوائز الطبعة التاسعة